# بوئینگ ۷۳۷
بوئینگ ۷۳۷ (به انگلیسی: Boeing 737) معروف به بچه بوئینگ یک سری هواپیمای مسافربری باریک‌پیکر دوموتوره است که توسط شرکت بوئینگ ایالات متحده توسعه‌یافته و ساخته می‌شود. توسعه این هواپیما از ۱۱ مه ۱۹۶۴ آغاز شد و نخستین‌بار در ۹ آوریل سال ۱۹۶۷ به پرواز درآمد. پس‌از یک سال با به‌کارگیری در ناوگان لوفت‌هانزا، کاربرد تجاری آن آغاز شد. مدل نخست ظرف مدت کوتاهی با مدلی طویل‌تر جایگزین شد. بوئینگ ۷۳۷ هواپیمایی کارا و محبوب برای به‌کارگیری در مسیرهای کوتاه یا متوسط است. تا دسامبر ۲۰۱۹ شمار ۱۵٬۱۵۶ فروند سفارش ساخت آن به بوئینگ داده شده که بیش از ۱۰٬۵۷۱ فروند از آن ساخته و تحویل داده شده‌است. مهم‌ترین رقیب‌های تجاری این هواپیما نخست مک‌دانل داگلاس دی‌سی-۹، مک‌دانل داگلاس ام‌دی-۸۰ و ام‌دی-۹۰ بودند اما اکنون، هواپیماهای خانواده ایرباس ای۳۲۰ بزرگ‌ترین رقیب بوئینگ ۷۳۷ هستند. جدیدترین سری این هواپیما بوئینگ ۷۳۷ مکس است.

## مشخصات
بوئینگ ۷۳۷ دارای دو موتور توربوفن در زیر بال‌هاست.
(مشخصات مربوط به بوئینگ ۷۳۷–۲۰۰ هستند)
- فاصله نوک دو بال: ۲۸٫۴ متر
- طول: ۳۰٫۵ متر
- ارتفاع: ۱۱٫۳ متر
- ظرفیت مسافر: ۱۳۰ نفر
- بیشینه سرعت: ۸۴/۰ ماخ (۸۹۰ کیلومتر بر ساعت)

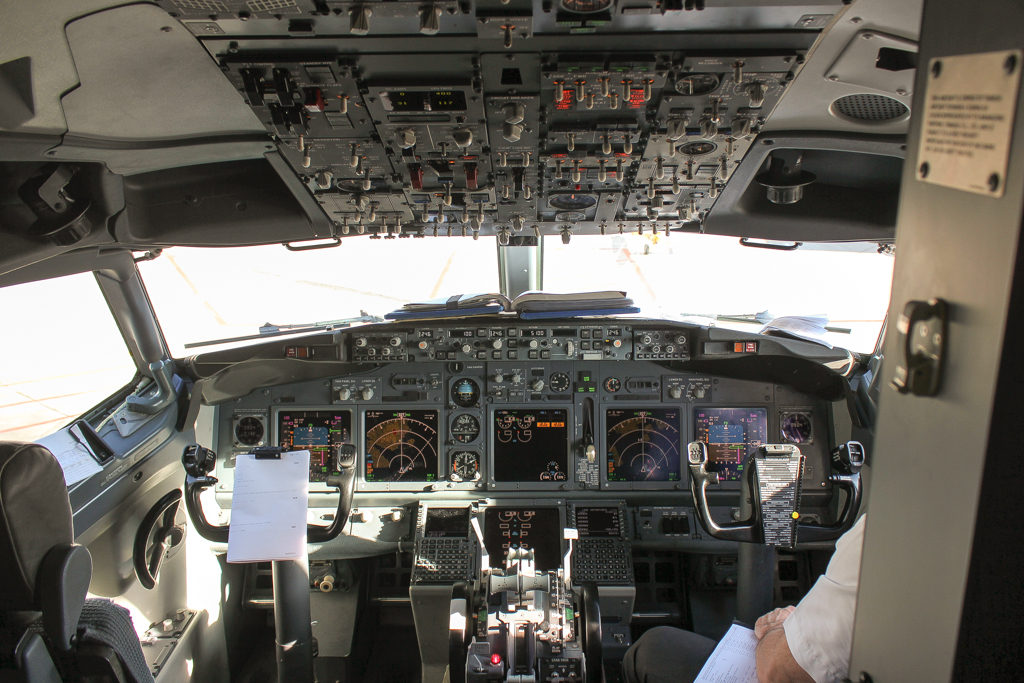
کابین بویینگ۷۳۷ نسل بعدی

- محدوده پرواز: ۴۶۸۸ کیلومتر

## کاربران
(مقالهٔ اصلی: فهرست کاربران بوئینگ ۷۳۷)
کاربری تجاری
اکنون هواپیمای بوئینگ ۷۳۷ در بیش از ۵۰۰ خط هوایی فعالیت دارد. تا پایان سال ۲۰۱۷ برای بوئینگ ۷۳۷ (در همه مدل‌ها) بیش از ۱۴۲۰۰ فروند سفارش قطعی ثبت شده‌است که ۹۸۰۲ فروند از آن به ۲۸۵ ایرلاین تحویل شده‌است. لازم به توجه است که باوجود تفاهم‌های صورت گرفته میان شرکت‌های هوایی ایرانی از جمله ایران ایر، زاگرس و آسمان با بوئینگ، به دلایلی مانند عدم تأمین فاینانس هواپیماها، تاکنون هیچگونه سفارش قطعی جهت تحویل به مشتریان ایرانی در بخش سفارش و تحویل سایت بوئینگ درج نشده‌است.
اکنون هواپیمایی ساوت‌وست ایرلاینز آمریکا با بیش از ۷۰۰ فروند هواپیمای بوئینگ ۷۳۷ در حال خدمت بزرگ‌ترین بهره‌بردار این گونه هواپیما در جهان می‌باشد.
در هر زمان به‌طور میانگین ۱۲۵۰ تا از این هواپیما در آسمان در حال پرواز است. در سال ۲۰۰۶ به‌طور متوسط در هر ۵ ثانیه یک ۷۳۷ در جایی فرود می‌آمد. ۷۳۷ از سال ۱۹۶۸ (زمان شروع فعالیت) تاکنون بیش از ۱۲ میلیارد مسافر را جابه‌جا کرده و بیش از ۷۴ میلیارد مایل (۱۲۰ میلیارد کیلومتر) پرواز کرده و بیش از ۲۹۶ میلیون ساعت در آسمان بوده‌است. ۷۳۷ بیش از ۲۵ درصد از ناوگان تجاری هوایی جهان را تشکیل می‌دهد. .
کاربری نظامی و ترابری

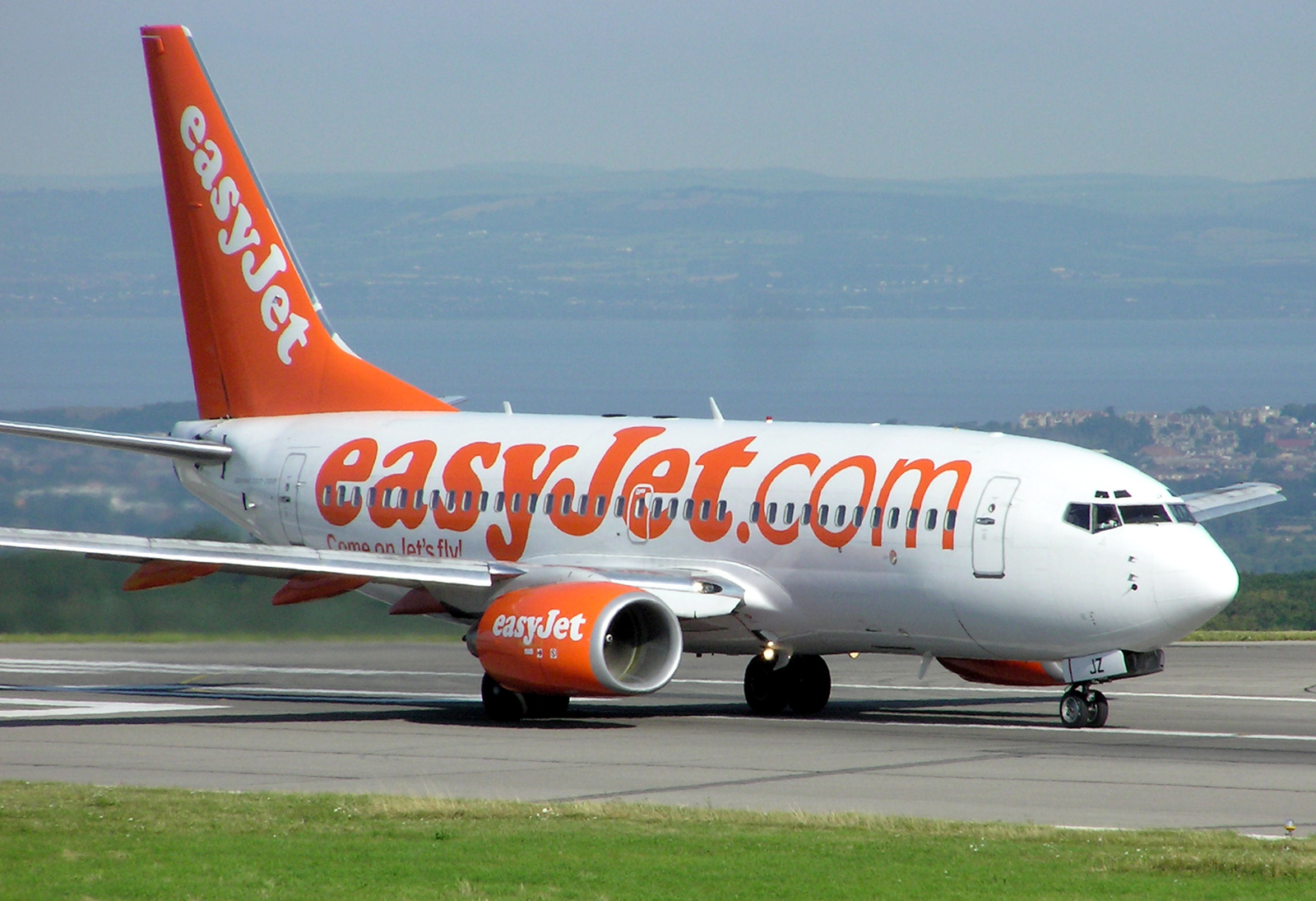
بوئینگ ۷۳۷ سری ۷۰۰

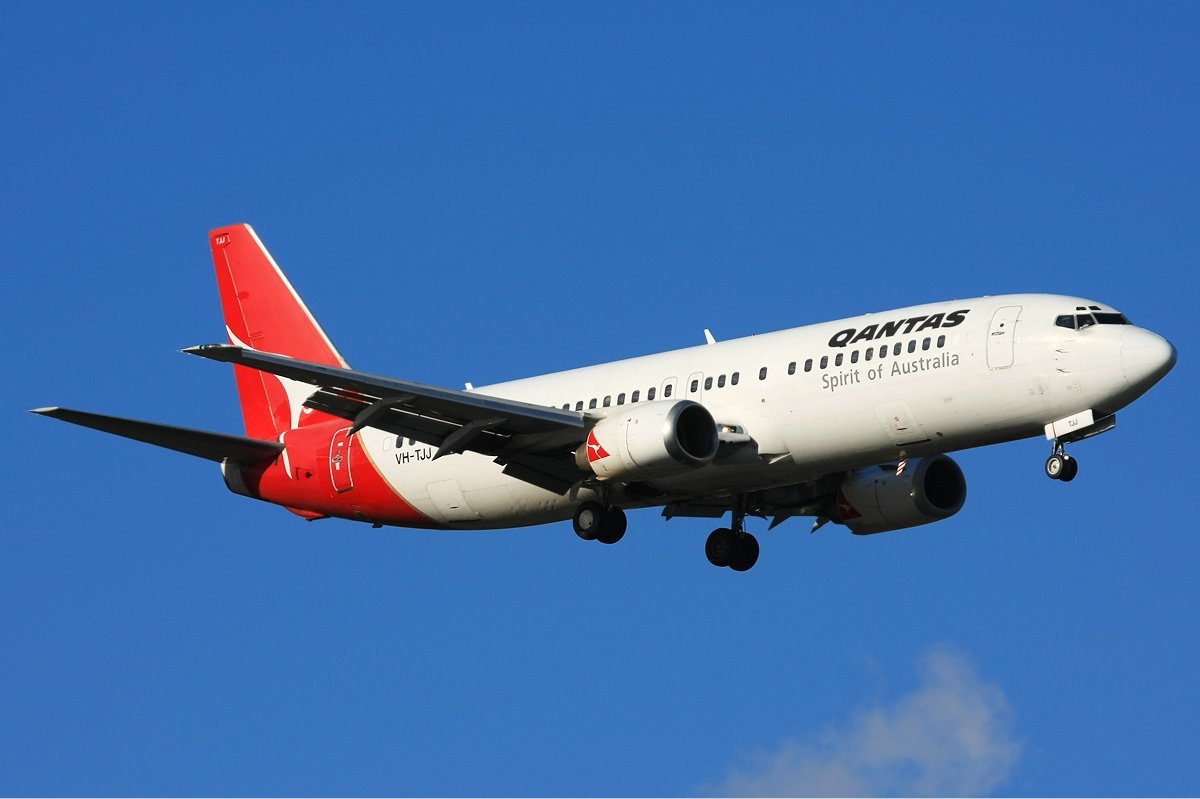
بوئینگ ۷۳۷ سری ۴۰۰ شرکت کانتاس درحال فرود آمدن در فرودگاه ملبورن

بیش از ۳۰ کشور جهان از بوئینگ ۷۳۷ برای مقاصد نظامی یا ترابری استفاده می‌کنند.

## مدل‌ها
۷۳۷ سری اولیه (نسل یک)
- ۷۳۷–۱۰۰ سری اولیه: مدل اولیه که طولی کوتاه داشت و تنها سی فروند آن ساخته‌شد.
- ۷۳۷–۲۰۰ سری اولیه: مشابه ۷۳۷–۱۰۰ با طول و ظرفیت بالاتر بود و اولین فروند در سال ۱۹۶۸ به کاربران تحویل داده شد.

۷۳۷ سری کلاسیک (نسل دو)
- ۷۳۷–۳۰۰ سری کلاسیک: مدل استاندارد با بدنه بزرگتر.
- ۷۳۷–۴۰۰ سری کلاسیک: مدل حجیم تر با بدنه کشیده تر.
- ۷۳۷–۵۰۰ سری کلاسیک: مدل دارای بدنه کوتاه‌تر.

۷۳۷ نسل بعد یا NG (نسل سه)
- ۷۳۷–۶۰۰ سری نسل بعد: مدل کوچک برابر با ۵۰۰–۷۳۷ با امکانات پیشرفته.
- ۷۳۷–۷۰۰ سری نسل بعد: مدل متوسط برابر با ۳۰۰–۷۳۷ با امکانات پیشرفته.
- ۷۳۷–۸۰۰ سری نسل بعد: دارای موتور قدرتمند، مدل جدیدی از سری ۴۰۰.
- ۷۳۷–۹۰۰ سری نسل بعد: نخستین فروند از این مدل در سال ۲۰۰۱ به آلاسکا ایرلاینز تحویل داده شد. این مدل دارای حداکثر ظرفیت ۱۸۹ مسافر است.[۱۳]

 ۷۳۷ سری مَکس یا MAX (نسل چهار)
- ۷۳۷ مکس۷: این مدل بر اساس ۷۳۷–۷۰۰ ساخته شده و دارای برد عملیاتی و ظرفیت بالاتر و مصرف سوخت پایین‌تر است.[۱۴]
- ۷۳۷ مکس۸: این مدل به عنوان جایگزین ۷۳۷–۸۰۰ تولید شد. طولی بیشتر از مکس۷ دارد و در سال ۲۰۱۷ اولین پرواز تجاری خود را برای مالیندو ایر انجام داد.[۱۵]
- ۷۳۷ مکس۹: این مدل به عنوان جایگزین ۷۳۷–۹۰۰ تولید شد و اولین پرواز خود را در آوریل ۲۰۱۷ انجام داد.[۱۶]
- ۷۳۷ مکس۱۰: این مدل شباهت زیادی به مکس۹ داشته و با افزایش ظرفیت توانایی حمل ۱۸۹ تا ۲۳۰ مسافر را دارد.[۱۷]
- BBJ جت تجاری بوئینگ برگرفته از سری ۷۰۰
- BBJ2 جت تجاری بوئینگ برگرفته از سری 800.[۴]

## سفارش‌ها و تحویل
تا تاریخ ژوئن ۲۰۲۲, تعداد ۱۱٫۰۶۶ فروند از انواع وئینگ ۷۳۷ تحویل مشتریان شده‌است، در حالی که ۱۰٫۴۰۶ دستگاه از خانواده رقیب A320 تحویل داده شده‌است.
| سال   | جمع    | ۲۰۲۲ | ۲۰۲۱ | ۲۰۲۰ | ۲۰۱۹ | ۲۰۱۸ | ۲۰۱۷ | ۲۰۱۶ | ۲۰۱۵ | ۲۰۱۴ | ۲۰۱۳ | ۲۰۱۲ | ۲۰۱۱ | ۲۰۱۰ | ۲۰۰۹ | ۲۰۰۸ | ۲۰۰۷ |
| ----- | ------ | ---- | ---- | ---- | ---- | ---- | ---- | ---- | ---- | ---- | ---- | ---- | ---- | ---- | ---- | ---- | ---- |
| تحویل | ۱۱٬۰۶۶ | ۱۸۹  | ۲۶۳  | ۴۳   | ۱۲۷  | ۵۸۰  | ۵۲۹  | ۴۹۰  | ۴۹۵  | ۴۸۵  | ۴۴۰  | ۴۱۵  | ۳۷۲  | ۳۷۶  | ۳۷۲  | ۲۹۰  | ۳۳۰  |

| ۲۰۰۶ | ۲۰۰۵ | ۲۰۰۴ | ۲۰۰۳ | ۲۰۰۲ | ۲۰۰۱ | ۲۰۰۰ | ۱۹۹۹ | ۱۹۹۸ | ۱۹۹۷ | ۱۹۹۶ | ۱۹۹۵ | ۱۹۹۴ | ۱۹۹۳ | ۱۹۹۲ | ۱۹۹۱ | ۱۹۹۰ | ۱۹۸۹ | ۱۹۸۸ | ۱۹۸۷ |
| ---- | ---- | ---- | ---- | ---- | ---- | ---- | ---- | ---- | ---- | ---- | ---- | ---- | ---- | ---- | ---- | ---- | ---- | ---- | ---- |
| ۳۰۲  | ۲۱۲  | ۲۰۲  | ۱۷۳  | ۲۲۳  | ۲۹۹  | ۲۸۲  | ۳۲۰  | ۲۸۲  | ۱۳۵  | ۷۶   | ۸۹   | ۱۲۱  | ۱۵۲  | ۲۱۸  | ۲۱۵  | ۱۷۴  | ۱۴۶  | ۱۶۵  | ۱۶۱  |

| ۱۹۸۶ | ۱۹۸۵ | ۱۹۸۴ | ۱۹۸۳ | ۱۹۸۲ | ۱۹۸۱ | ۱۹۸۰ | ۱۹۷۹ | ۱۹۷۸ | ۱۹۷۷ | ۱۹۷۶ | ۱۹۷۵ | ۱۹۷۴ | ۱۹۷۳ | ۱۹۷۲ | ۱۹۷۱ | ۱۹۷۰ | ۱۹۶۹ | ۱۹۶۸ | ۱۹۶۷ |
| ---- | ---- | ---- | ---- | ---- | ---- | ---- | ---- | ---- | ---- | ---- | ---- | ---- | ---- | ---- | ---- | ---- | ---- | ---- | ---- |
| ۱۴۱  | ۱۱۵  | ۶۷   | ۸۲   | ۹۵   | ۱۰۸  | ۹۲   | ۷۷   | ۴۰   | ۲۵   | ۴۱   | ۵۱   | ۵۵   | ۲۳   | ۲۲   | ۲۹   | ۳۷   | ۱۱۴  | ۱۰۵  | ۴    |

1. ↑  تحویلی‌های سال ۲۰۲۰ شامل تعداد ۱۶ فروند از سری نسل جدید ان جی (Next Generation) و ۲۷ فروند از سری مکس می‌باشد

## سوانح

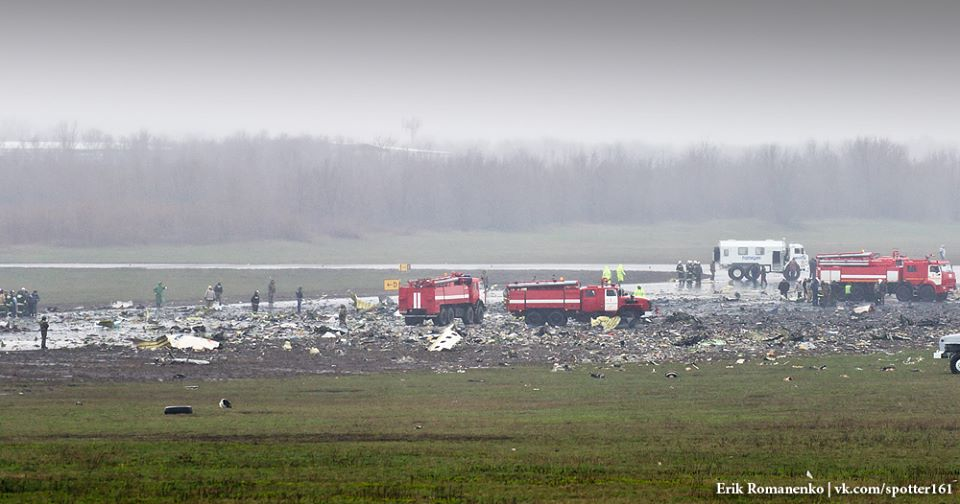
سقوط پرواز ۹۸۱ فلای دبی در روسیه ۱۹ مارس۲۰۱۶

تا ژانویه ۲۰۲۱ مجموعاً ۵۰۲ سانحه برای بوئینگ‌های ۷۳۷ رخ داده‌است. ۲۱۸ مورد از این سوانح منجر به اتلاف بدنه هواپیما و مرگ ۵۵۸۵ نفر شده‌است.
پرواز ۹۸۱ فلای‌دبی (FZ981/FDB981) یک پرواز بین‌المللی برنامه‌ریزی شده‌بود که از مبدأ شهر دبی در امارات متحده عربی، به روستوف-نا-دونو در روسیه عازم بود. در ۱۹ مارس ۲۰۱۶ میلادی، هواپیمای بوئینگ ۷۳۷ نسل بعدی در فرودگاه روستوف‌ان‌دون دو تلاش ناموفق برای فرود داشت و پس از اولین تلاش ناموفق خلبانان برای فرود، این هواپیمای مسافربری دو ساعت در آسمان روسیه چرخید. در دومین تلاش خلبانان برای فرود در ساعت ۳:۵۰ بامداد به وقت محلی، بال هواپیما در ۲۵۰ متری ابتدای باند به سطح فرودگاه برخورد کرد و هواپیما متلاشی و تکه‌تکه شد.تمام  ۶۲مسافر و خدمه این پرواز از دنیا رفتند.این تنها سانحه هوایی مرگبار در صنعت هواپیمایی دولت امارات متحده عربی بوده است.۴۴مسافران سانحه شهروندان روسیه بودند و ۳۴ تن از آن‌ها، گردشگران یک تور چارتر ایرانی-اماراتی بودند که از استان روستوف شروع و پس از یک هفته تفریح روسها در دبی، ابوظبی، شارجه، فجیره و راس الخیمه به مبدا می گشت. ده تن از مسافران زیر هجده سال بودند.

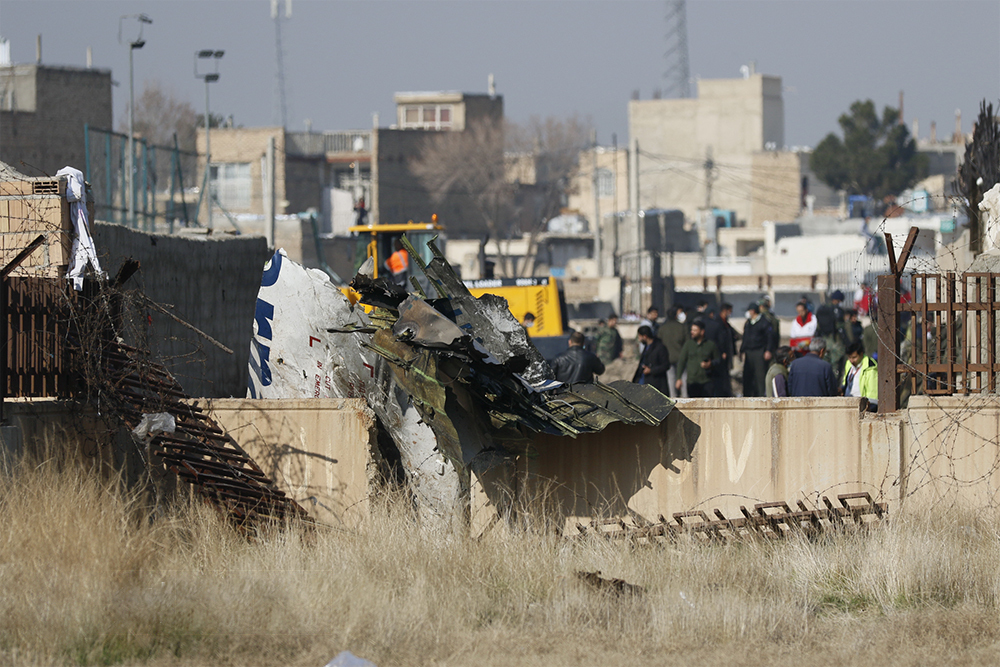
سقوط بویینگ۷۳۷ اوکراینی در تهران سال ۲۰۲۰

یک فروند هواپیمای بوئینگ ۷۳۷-۸۰۰ نسل بعدی، با شماره سریال ۳۸۱۲۴ و کد ثبتی UR-PSR، متعلق به هواپیمایی بین‌المللی اوکراین، با شمارهٔ پرواز ۷۵۲، که بامداد چهارشنبه ۱۸ دی ۱۳۹۸ فرودگاه امام خمینی تهران را به مقصد فرودگاه بین‌المللی بوریسپیل، کی‌یف، پایتخت اوکراین، ترک کرده بود، با ۱۷۶ سرنشین، حدود پنج دقیقه پس از پرواز، در ساعت ۶:۱۲ در صباشهر از توابع شهرستان شهریار به علت برخورد ۲ فروند موشک مجاورتی از نوع تورام ۱ سقوط کرد و تمامی سرنشینان آن جان باختند.
ابتدا مقامات جمهوری اسلامی ایران علت سقوط هواپیما را نقص فنی هواپیما بیان کردند. سران این کشور از تحویل‌دادن جعبه‌های سیاه هواپیما خودداری می‌کند، نخست‌وزیر کانادا و همچنین وزیر امور خارجه این کشور از مقامات ایران خواسته‌اند بدون فوت وقت، دو جعبه سیاه را به فرانسه تحویل دهند تا کارشناسان بتوانند محتوای جعبه‌ها را بررسی کنند.